# Oscar Stribolt
Oscar Stribolt, född 12 februari 1873 i Köpenhamn, död 20 maj 1927, var en dansk skådespelare.

## Filmografi (urval)
- 1910 – Avgrunden (Afgrunden)
- 1911 – Herr och fru Mommesen på skogsutflykt
- 1912 – Broder och syster
- 1912 – De uheldige friere
- 1921 – Kärlek och hypnotism
- 1922 – Häxan
- 1922 – Han, hun og Hamlet
- 1926 – Don Quixote
- 1926 – Ulvejægerne
- 1927 – Lykkehjulet